# Acronicta postgrisea
Acronicta postgrisea är en fjärilsart som beskrevs av Barend J. Lempke 1965. Acronicta postgrisea ingår i släktet Acronicta och familjen nattflyn. Inga underarter finns listade i Catalogue of Life.